# Dada Chan
Dada Chan, de son vrai nom Chan Ching (陳靜, née le 22 mars 1989), est une actrice et mannequin hongkongaise.

## Carrière
En 2007, alors qu'elle est mannequin, elle apparaît dans une publicité pour le thé vert Tao-Ti avec le chanteur Jason Chan. En 2010, elle tourne avec Liz et Ayu un Photo Album First Impression.
Grâce à sa popularité croissante, elle commence une carrière d'actrice. En avril 2011, elle joue aux côtés de son ex-petit ami Gregory Wong (en) dans le film Lan Kwai Fong (en), dans lequel ils interprètent un couple. Elle participe ensuite à la première comédie hongkongaise pour adultes, Chase Our Love.
En 2012, elle joue aux côtés de Chapman To et Ronald Cheng (en) dans Vulgaria (en) de Pang Ho-cheung, grâce auquel elle remporte le prix de la meilleure actrice dans un second rôle à la 32e cérémonie des Hong Kong Film Awards,,, et est nommée au même prix aux 49e Golden Horse Film Festival and Awards.
Dada Chan est la seule représentante de Hong Kong sélectionnée aux Tokyo Girls Awards A/W 2011 et à la Tokyo Girls Collection (en) S/S 2012.

## Filmographie
- 2008 : Besieged City
- 2010 : La Comédie Humaine
- 2011 : Chase Our Love
- 2011 : MicroSex Office
- 2011 : Lan Kwai Fong
- 2012 : Vulgaria
- 2012 : Godfather
- 2013 : Mommy
- 2013 : SDU: Sex Duties Unit
- 2013 : Hardcore Comedy
- 2013 : Tales from the Dark 1
- 2014 : Aberdeen
- 2014 : Z Storm
- 2014 : Flirting in the Air
- 2015 : An Inspector Calls
- 2015 : 12 Golden Ducks
- 2015 : Lucky Star 2015
- 2015 : Magic Card
- 2016 : S Storm
- 2017 : Love off the Cuff
- 2017 : The Empty Hands
- 2018 : Lucid Dreams
- 2019 : P Storm
- 2019 : Missbehavior
- 2019 : Remember What I Forgot
- 2020 : The Secret Diary of a Mom to Be
- En production : G Storm

## Prix et nominations
- 2010 – Face Magazine BSX Trendy Girls
- 2010 – Face Magazine Hot Face
- 2010 – HIM Magazine Hottest of The Year
- 2010 – China P+ New Face
- 2010 – Moko! Top 50 New Face
- 2010 – HIM Magazine Hottest of The Year
- 2012 – U.S TC Candler Top 100 Beautiful Face - Rank 44th [8],[9]

| Année | Film     | Prix                                                    | Catégorie                             | Issue      |
| ----- | -------- | ------------------------------------------------------- | ------------------------------------- | ---------- |
| 2013  | Vulgaria | 32e cérémonie des Hong Kong Film Awards                 | Meilleure actrice dans un second rôle | Lauréat    |
| 2013  | Vulgaria | 49e cérémonie des Golden Horse Film Festival and Awards | Meilleure actrice dans un second rôle | Nomination |

## Publicités
Image de marque :
- 2010 : 36 online game – HK & Taiwan
- 2011 : Luvinia onlinegame – HK
- 2011 : ASANA WELLNESS Water2
- 2011 : Spa Collection – HK
- 2012 : Spa Collection – HK & Guangzhou
- 2013 : Spa Collection – HK & Guangzhou
- 2013 : Tao Ti Watermelon Juice

CM
- Hershey's
- FREE&FREE
- Sony T2
- Biotherm
- HK Yan Oi Hospital
- HK Jockey Club
- Vision Pro
- Tao Ti
- Standard Chartered Bank
- Carlsberg x Neway
- ASANA WELLNESS Water2
- Spa Collection
- Neway
- Pakme Fashion
- Takayama
- Egawa Sushi
- Federal Restaurant

## Publications
- 2010 : i-phone apps Bijin-tokei
- 2010 : Debut portrait album <First Impression>
- 2011 : Calendar <Everyday With You>
- 2011 : debut solo portrait album <Motion>
- 2012 : debut diary <Dada Secret>

## Autres
- Voice for E-book <Love Education Underground>
- Tokyo Girls Award A/W 2011
- Tokyo Girls Collection S/S 2012
- 2012 Debut Single <Believe in Love>